# قلعة رأس الخيمة
 قلعه رأس الخيمة ، قلعة دفاعية متينة في مدينة رأس الخيمة تابعة لإمارة رأس الخيمة في دولة الإمارات العربية المتحدة.
يرجع تاريخ بناء الحصن إلى أواسط القرن الثامن عشر الميلادي في عصر الاحتلال الفارسي بين 1736 – 1749 م ، وقد بُنيت أغلبية المباني الحديثة فيه خلال المئة سنة السابقة، وقد استخدم سابقاً سكناً للأسرة الحاكمة حتى عام 1964 م، ثم أصبح مقراً للمديرية العامة لشرطة رأس الخيمة وحّوِّل بعد ذلك إلى سجنٍ مركزيٍ حتى عام 1984 م.
في عام 1987 م قرر صاحب السمو الشيخ صقر بن محمد القاسمي أن يتخذ من الحصن مقراً لمتحف رأس الخيمة الوطني بعد أن أمر بترميمه وإعادته إلى حالته السابقة وذلك باستخدام المواد المحلية الأصلية.